# Hollis Conway
Hollis Conway (født 8. januar 1967) er en amerikansk tidligere atletikudøver, der opnåede sine bedste resultater i højdespring. Hans personlige rekord lyder på 2,39 m, og hans bedste konkurrenceresultater omfatter to OL-medaljer: Sølv ved OL 1988 i Seoul og bronze ved OL 1992 i Barcelona. Desuden vandt han bronze ved udendørs-VM i 1991 og guld ved indendørs-VM samme år.
| Atletikudøver | Spire Denne biografi om en amerikansk atletikudøver er en spire som bør udbygges. Du er velkommen til at hjælpe Wikipedia ved at udvide den. |

|  | Artiklen om Hollis Conway kan blive bedre, hvis der indsættes et (bedre) billede Du kan hjælpe ved at afsøge Wikimedia Commons for et passende billede eller uploade et godt billede til Wikimedia Commons iht. de tilladte licenser og indsætte det i artiklen. |